# Chelonopsis
Chelonopsis là một chi thực vật có hoa trong họ Hoa môi (Lamiaceae).

## Loài
Chi Chelonopsis gồm các loài: